# Sie7e+
Sie7e+ è il secondo album in studio della cantante messicana Danna Paola, pubblicato il 7 febbraio 2020 dalla Universal Music Group.
Rappresenta una riedizione deluxe dell'omonimo extended play Sie7e, uscito nel 2019, con l'aggiunta di diversi brani.

## Tracce
1. Mala fama – 3:07 (Danna Paola, Andrés Saavedra, Andy Clay)
2. Oye Pablo – 2:58 (Danna Paola, Bruno Valverde)
3. Sodio – 3:06 (Danna Paola, Stefano Vieni, Taylor Díaz)
4. Polo a tierra – 3:24 (Danna Paola, Camilo Vasquez, Miguel Osoino)
5. Final feliz – 3:04 (Dahiana Rosenblatt, Luis Jimenez)
6. Lo que no sabes – 3:54 (Alejandra Alberti, Maria C. Chiluz)
7. So Good – 2:59 (Alejandra Alberti, Trevor Lyle Muzzy)
8. Valientes – 3:14 (Danna Paola, Ximena Munos, Alicia María Gómez)
9. Dos extraños – 3:32 (Danna Paola, Stefano Vieni, Daniel Sobrino)
10. Siento amor – 3:46 (Donna Summer, Pete Bellote)
11. Mala fama (remix feat. Greeicy Rendón) – 2:57 (Danna Paola, Andrés Saavedra, Andy Clay)
12. So Good (remix feat. HRVY) – 2:59 (Alejandra Alberti, Trevor Lyle Muzzy)